# 原子公式
在数理逻辑中， 原子公式（英語：Atomic formula）或原子是没有子公式的公式。把什么公式当作原子依赖于所使用的逻辑。例如在命题逻辑中，唯一的原子公式是命题变量。
原子是在逻辑系统中"最小"的公式。在逻辑系统中的合式公式通常通过识别所有有效的原子公式，和给出从两个原子公式建立公式的规则而递归的定义。从原子公式制作的公式是复合公式。
例如，在命题逻辑中你有如下的公式构造规则:
1. 任何命题变量 p 是合式原子公式。
2. 给定任何公式 A，否定 ¬A ("非 A") 是合式公式。
3. 给定任何两个公式 A 和 B，合取 A ∧ B ("A 与 B") 是合式公式。
4. 给定任何两个公式 A 和 B，析取 A ∨ B ("A 或 B") 是合式公式。
5. 给定任何两个公式 A 和 B，蕴涵 A ⇒ B ("A 蕴涵 B ") 是合式公式。

所以，我们可以建造任意的复杂的复合公式，比如，从简单的原子公式p、q 和 r 和我们的构造规则构造出 ((p ∧ ¬(q ⇒ r)) ∨ ¬p)。